# 바르보라 슈포타코바
바르보라 슈포타코바(체코어: Barbora Špotáková, 1981년 6월 30일~)는 체코의 육상 선수로 주 종목은 창던지기이다. 여자 창던지기 세계 기록 보유자이며, 올림픽 2연패를 달성했다.
야블로네츠나트니소우에서 태어났다. 육상 선수 경력 초기에는 7종경기 선수로 활동했으며, 2000년에 영국 헥셤에서 열린 국제 7종경기 대회에서 우승했다. 그 후 10월에 2000년 세계 주니어 선수권 대회에서 7종경기 종목에서 4위에 올랐다. 2001년에 미국으로 건너가 미네소타 대학교에서 수학한 슈포타코바는 창던지기로 종목을 바꿨고, 루돌프 체르니의 지도를 받았다. 2006년 예테보리에서 열린 유럽 선수권 대회에서 2위를 하였다.
슈포타코바는 2007년 오사카에서 열린 세계 육상 선수권 대회의 결승전에서 두 번이나 개인 기록이자 체코 기록(66.21m)을 갱신했다. 첫 시도에서 66.40m를 던져 이른 선두를 유지하다가, 세번째 시도에서 독일의 크리스티나 오베르크푈(66.46m)를 꺾으며 67.07m의 기록으로 금메달을 획득하였다. 이듬해에 베이징에서 열린 2008년 하계 올림픽에서 체코 국가대표로 참가했고, 마지막 시도에서  71.42m를 기록하며 유럽 기록을 갱신했고, 금메달을 획득했다. 같은 해 9월 13일에 열린 IAAF 월드 애슬레틱스 파이널 1차전에서 72.28m를 기록하여 세계 기록을 갱신했다.
이후 2012년 하계 올림픽에서도 여자 창던지기 종목에서 우승하여 2008년 올림픽의 뒤를 이어 2개 올림픽 대회 연속 금메달리스트가 되었다. 2014년 취리히에서 열린 유럽 선수권 대회에서 64.41m를 기록하여 우승하였다. 리우데자네이루에서 열린 2016년 하계 올림픽에서는 동메달을 획득했으며, 이듬해인 런던에서 열린 2017년 세계 선수권 대회에서 금메달을 획득했다.